# Лелека-100

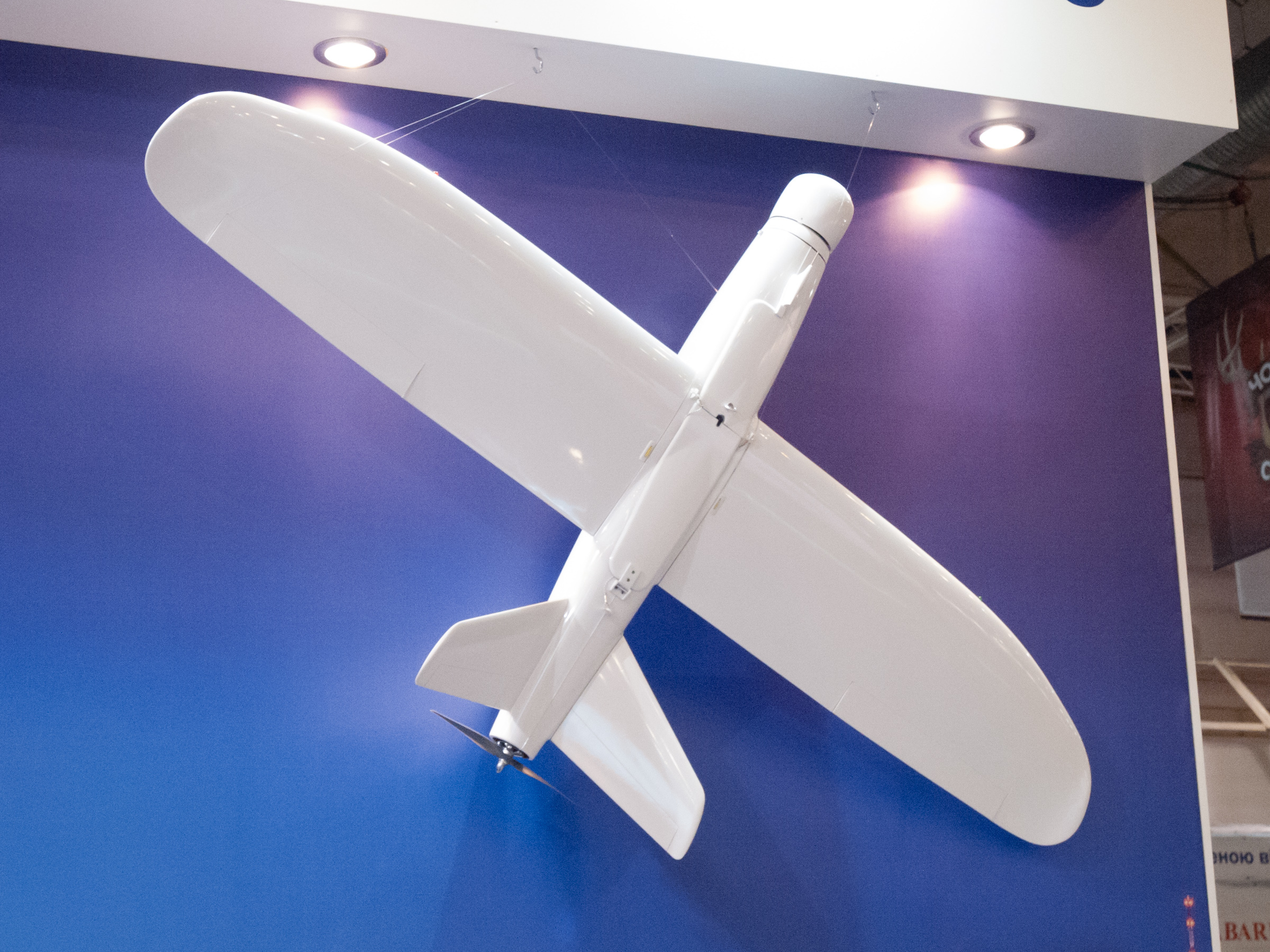
БпЛА «Лелека-100» на стенді компанії DeViRo. Виставка «Зброя та безпека», 2017 рік

Лелека-100 (англ. Leleka-100 або Ciconia) — український безпілотний літальний апарат, призначений для ведення розвідки.
Створений українською компанією DeViRo.
Прийнятий на озброєння Збройних Сил України в травні 2021 року.

## Огляд
Лелека-100 був створений для вирішення завдань з аеророзвідки, патрулювання, картографування місцевості із можливістю передачі оперативної інформації та отримання точних географічних координат у режимі реального часу. Безпілотник є частиною програмно-апаратного комплексу.
Відеотрансляція з БпЛА відбувається в кодованому вигляді, що виключає можливість його перехоплення стандартними відеоприймачами. Крім того, відеосигнал з борта БпАК не містить ні польотної телеметрії, ні GPS. Також існує можливість встановлення на нього окремої фотокамери, яка може бути запрограмована на здійснення фотографій із заданим інтервалом часу або по команді, яка надходитиме з системи автопілоту.
Для виключення імовірності бути запеленгованим засобами РЕБ можливого противника, передавач відеоканалу оснащений системою дистанційного включення та відключення. БпЛА здатний здійснити зліт та приземлення в режимі радіомовчання, а протягом усього польоту оператор має можливість за потреби вмикати або вимикати відеотрансляцію з борту «Лелеки».
Комплекс пристосований для роботи в умовах складної радіо ефірної обстановки, у режимі навмисної постановки радіо завад або блокування систем супутникової навігації GPS/ГЛОНАСС.
Повітряний апарат стійкий до погодних умов та придатний до використання у будь-який час доби (дозволяється використання комплексу в умовах щільної хмарності та дрібного дощу, якщо час знаходження у повітрі під дощем становить не більше 20 хвилин).
У комплексі реалізовано концепцію автоматизованого керування повітряним апаратом протягом усього польоту, що значно спрощує роботу оператора та дозволяє зосереджувати увагу на аналізі оперативної інформації що надходить з борту БпАК. Разом з цим, існує режим комбінованого керування з частковим втручанням оператора та можливістю спрямовувати апарат у потрібному напрямку. Після закінчення втручання оператора, апарат повертається до виконання заздалегідь запрограмованого маршруту.
Керування БпАК відбувається по шифрованому цифровому радіоканалу, який дозволяє отримувати дані телеметрії протягом усього польоту. Оператор може відстежувати по супутникових мапах місце знаходження БпАК, коригувати маршрут, надати команду на екстрене повернення у точку зльоту або у разі необхідності запрограмувати інше місце приземлення. Навіть у разі придушення радіоканалу обміну даними, БпАК здатний продовжити автономний політ, повернутись та здійснити приземлення у заздалегідь запрограмованій точці.
Цільове навантаження побудоване за модульною схемою та являє собою варіанти швидкозмінних пристроїв з єдиним уніфікованим інтерфейсом з'єднання, що дозволяє встановлювати необхідний модуль відповідно до потреб оператора.
Модулі цільового навантаження для використання у світлий час доби гіроскопічно стабілізовані за двома осями та дистанційного керуються у напрямках: в право-ліво та вверх-низ. Цільове навантаження для використання у нічний час оснащене тепловізійним сенсором з можливістю дистанційного керування у напрямку вверх-вниз.

## Варіанти

### Барс-8АР
На XV Міжнародній спеціалізованій виставці «Зброя та безпека 2018» був представлений варіант «Барс-8АР» — машина артилерійської розвідки на базі бронеавтомобіля «Барс-8». Дана машина обладнана розвідувальним комплексом на базі БпЛА «Лелека» (зазначена дальність розвідки до 10 км) та оптичним приладом розвідки ЛПР-1 (модернізований лазерний прилад розвідки, з дальністю 7 км). Також на машину встановлено комплекс виявлення цілей за звуком пострілу.

### Leleka LR
У листопаді 2023 року стало відомо про появу версії Leleka LR зі збільшеним радіусом дії до 90 км та покращеною стійкістю до РЕБ. Дрон має виготовлятись українсько-чеською компанією UAC (філія DeViRo) на території Європейського Союзу. Станом на липень 2024 року дрони вже виготовлялись на заводі в Коліні.

## Тактико-технічні характеристики
- Розміри повітряного апарату: 1980 мм / 1135 мм
- Злітна маса: 5 ± 0,5 кг
- Матеріал: композит скло–вугле волокно
- Мотоустановка: електрична
- Максимальна висота польоту: 1500 м
- Температурний діапазон: -20°C до +40°C
- Спротив вітру: до 20 м/с
- Крейсерська швидкість: 60 — 70 км/год
- Гарантована довжина маршруту: 100 км
- Максимальна швидкість: 120 км/год
- Час знаходження у повітрі: 1.5…4 години
- Керування: 30-50 км двосторонній цифровий канал із шифруванням
- Програмування: візуальний режим по супутникових мапах
- Система забезпечення польоту: автопілот з автоматичним режимом польоту та навігації
- Система протидії засобам РЕБ: спеціальна анти-РЕБ система DeViRo, яка автоматично розпізнає середовище навмисного блокування сигналізації GPS/Glonass, спроби заміни навігаційного поля
- Запуск: ручний/з катапульти
- Приземлення: Парашутна/посадка на живіт

Цільове спорядження
- модульне змінне:
  - модуль F16x9 — дистанційно керований, гіроскопічно стабілізований у двох площинах, фіксоване 4-х кратне оптичне збільшення;
  - модуль Z 10x32 — дистанційно керований, гіроскопічно стабілізований у двох площинах, змінне 16-ти кратне оптичне збільшення;
  - модуль тепловізійний Т25x25 — дистанційно керований за віссю тангажу, формат 640×480, 50Гц.

Канал відеоданих
- дистанційне керований:
  - аналоговий канал (базова комплектація) 720х576, стабільна передача на відстань до 40 км;
  - цифровий канал (дод. опція) 1080p full HD, стабільна передача на відстань до 15 км.

## Бойове застосування

### Російсько-українська війна

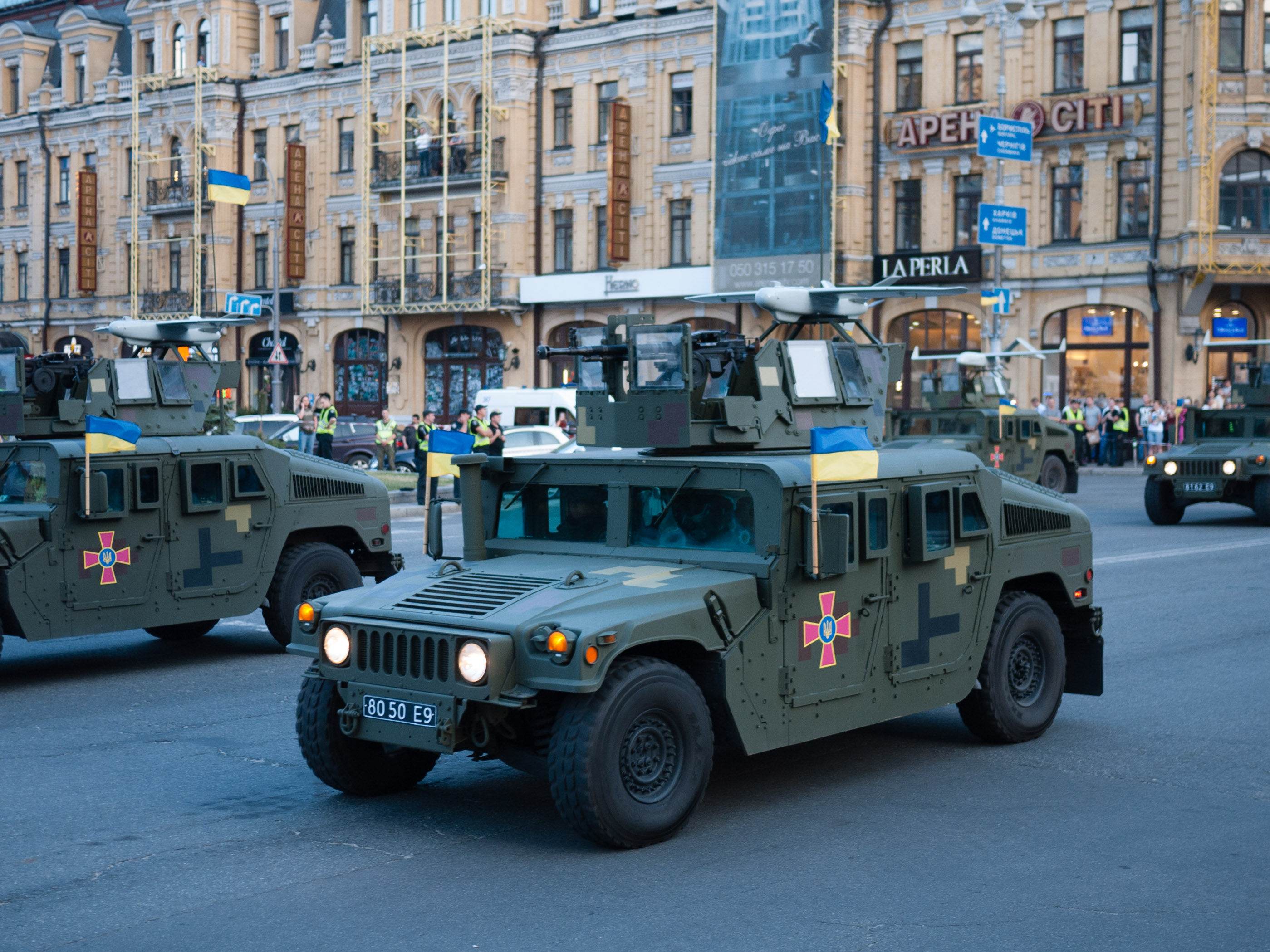
БпЛА «Лелека-100» на позашляховиках HMMWV, підготовка до параду до Дня Незалежності, 2018 рік

В лютому 2017 року комплекс проходив випробування на полігоні в Чернігівській області.
Станом на 2018 рік перебував на дослідній експлуатації у Збройних Силах України. Разом з БпАК А1-СМ «Фурія» та БпАК PD-1 був показаний на військовому параді на честь дня Незалежності України в 2018 році.
На початку жовтня 2018 року було проведено спільне тренування екіпажів вертольотів та наземних підрозділів. Український БпЛА «Лелека» грав роль російського «Орлана», вертолітники полювали на нього. Тренування показало готовність підрозділів армійської авіації збивати ворожі БпЛА в місцях, де застосування ракет протиповітряної оборони буде недоцільним. А вже 13 жовтня 2018 року в небі над Лисичанськом був виявлений російський БпЛА «Орлан-10». Для його знищення був залучений вертоліт Мі-24. Поставлене завдання було успішно виконане, уламки ворожого безпілотника впали в районі смт. Борівське.
У березні 2022 року з допомогою комплексу був знищений російський зенітний комплекс «Бук».
Також із допомогою цих комплексів українські артилеристи виконували корегування високоточних снарядів M982 Excalibur.

## Оператори

### Україна
Станом на 2018 рік перебував на дослідній експлуатації у Збройних Силах України.
В квітні 2020 року Головний центр підготовки особового складу Держприкордонслужби ім. генерал-майора Ігоря Момота (в/ч 9930) безкоштовно отримав безпілотний авіаційний комплекс «Лелека 100». Надалі під час практичних занять прикордонники будуть набувати навичок з керування безпілотними літальними апаратами та виконуватимуть завдання з пошуку, розпізнавання та супроводу об'єктів. Даний комплекс буде використовуватись також для підвищення кваліфікаційних навичок інструкторами-операторами та безпосередньо на кордоні.
За словами співвласника «Виробничо-Інноваційної компанії «ДЕВІРО» Дениса Чередніченка, «Лелека-100» — наймасовіший у використанні в зоні ООС багатоцільовий БпЛА, ним було здійснено близько 46 % усіх бойових вилетів. Станом на весну 2020 року до ЗСУ було поставлено понад 300 БпЛА «Лелека-100».
В жовтні 2020 року відбувались державні випробування комплексу. Згідно з їхньою програмою передбачено оцінку авіаційного комплексу в умовах протидії засобів протиповітряної оборони (ППО) та радіоелектронної боротьби (РЕБ). За результатами випробувань мало прийматись рішення про прийняття безпілотного авіаційного комплексу «Лелека-100» на озброєння Збройних Сил України.
Наказом міністра оборони № 114 від 11 травня 2021 прийнято на озброєння Збройних Сил України.
В квітні 2022 року благодійний фонд «Повернись живим» підписав угоду на виробництво 25 комплексів, а на початку липня перші комплекси вже стали передавати військовим.

## Галерея

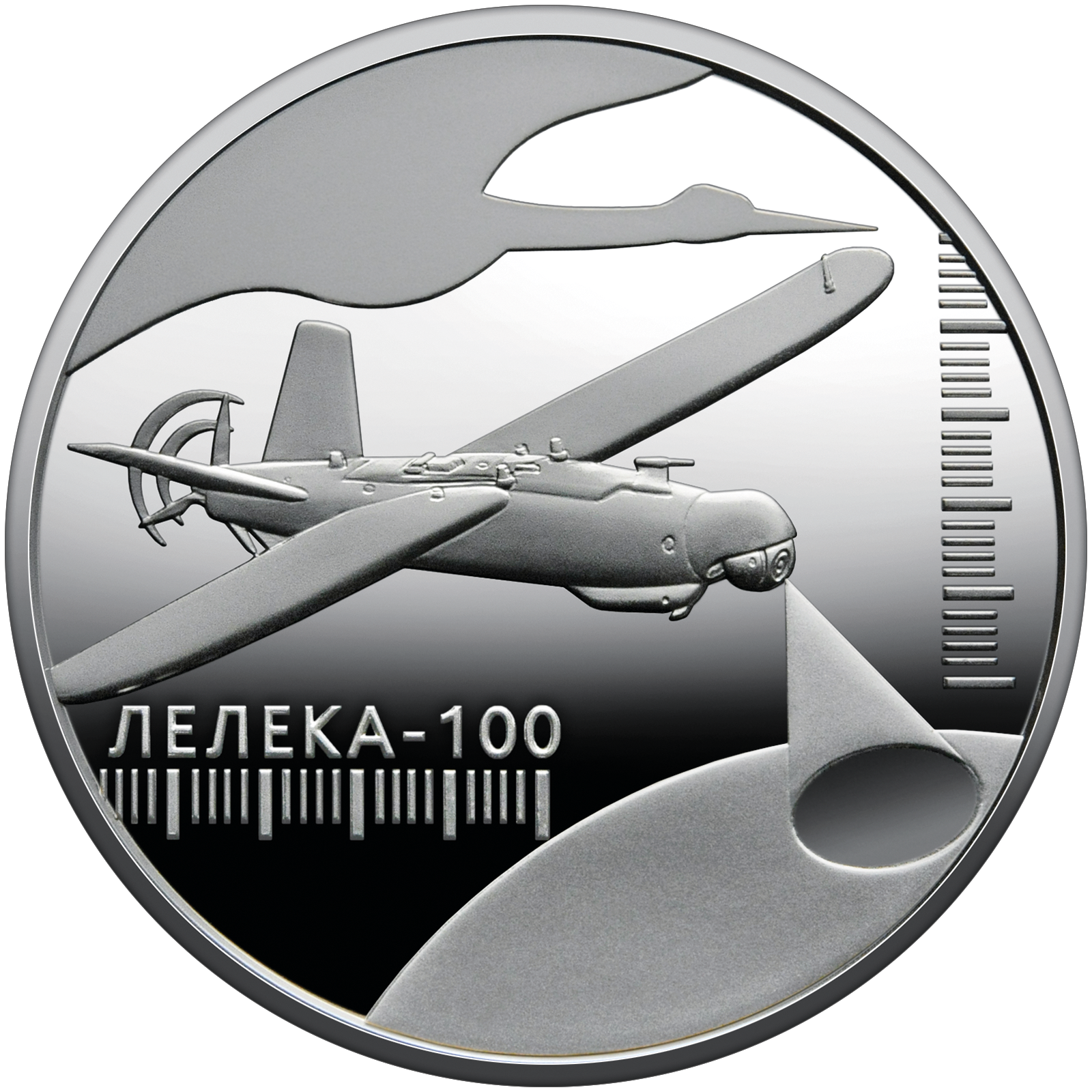
Реверс пам'ятної монети "Українська бавовна. Лелека-100", присвяченій БПЛА

### Відео
- VTOL-Лелека. Нова версія перевіреного війною БПАК [Архівовано 2 вересня 2021 у Wayback Machine.] // Мілітарний, 15 червня 2021